# Agostinho de Sá Vieira
Agostinho de Sá Vieira (Ribeira Seca (Ribeira Grande), 16 de outubro de 1896 — Lisboa, 27 de janeiro de 1988) foi um oficial do Exército Português, advogado e político, que de distinguiu como opositor ao regime do Estado Novo.

## Biografia
Nasceu na freguesia da Ribeira Seca, arredores da então vila da Ribeira Grande, filho de Jacinto Custódio Vieira e de sua esposa Luzia Isabel Tavares de Sá, Concluiu o ensidno secundário no Liceu Nacional de Ponta Delgada, assentando praça de seguida no Exército e iniciado a frequência da Escola do Exército.
Com a entrada de Portugal na Primeira Guerra Mundial, no posto de alferes foi mobilizado para o Corpo Expedicionário Português, sendo enviado para França, onde lutou na frente ocidental. Foi capturado pelo Exército Alemão e feito prisioneiro de guerra na Batalha de La Lys. Terminada a guerra, foi libertado, e no regresso a Portugal foi promovido ao posto de capitão.
Com actividade política relevante, foi membro do directório do Partido Republicano Português durante a Primeira República.
Opositor declarado do regime saído do golpe de 28 de maio de 1926 e membro da maçonaria, estava colocado em Ponta Delgada quando em abril de 1931 ocorreu a Revolta das Ilhas, ou Revolta dos Deportados, tendo sido nomeado membro da Junta Revolucionária então criada em representação do povo da ilha de São Miguel. Com a derrota da rebelião, foi detido e expulso do Exército, ficando a viver na Ribeira Grande.
Após a saída da vida militar, foi dirigente do Sindicato Agrícola da Ribeira Grande e da Caixa Económica daquela então vila, o que lhe permitiu uma certa influência no meio. 
Em 1936, por ter declarado no Liceu que não queria que o filho integrasse a Mocidade Portuguesa e por dito que Legião Portuguesa era uma tropa fandanga foi condenado a uma multa de 1.200$00 ficando com os direitos políticos suspensos por três anos. Apoiou algumas das candidaturas oposicionistas não ligadas ao Partido Comunista Português.
Depois de ter concluído o curso de Direito na Universidade de Coimbra, fixou-se em Lisboa, em 1941, passando a trabalhar como advogado. Dedicado à filantropia, em 1972, de acordo com notícia publicada no Diário dos Açores, de 8 de novembro daquele ano, «instituiu um prémio anual de 5 mil escudos para galardoar o aluno do Externato Ribeira-Grandense, natural da Ribeira Seca, sua terra natal, que melhor classificação obtivesse no curso geral dos liceus». O prémio foi atribuído pela primeira vez, em 1973, à aluna Maria da Conceição Arruda Botelho. Doou à Junta de Freguesia da Ribeira Seca de 20 mil escudos destinados «à compra dum terreno para a construção de moradias para as pessoas necessitadas».